# Маркандея-пурана
«Марканде́я-пура́на» (санскр. मार्कण्‍डेय पुराण, IAST: mārkaṇḍeya-purāṇa) — индуистский религиозный текст категории смрити («запомненное»). Входит в канон из восемнадцати основных Пуран. Представляет собой беседу между двумя ведийскими мудрецами — Джаймини и Маркандеей, и начинается с четырёх вопросов, которые Джаймини задаёт Маркандее.
Текст делится на 134 главы:
- в главах с 50 по 97 описываются 14 периодов манвантар (периодов Ману);
  - главы с 78 по 90-ю известны как «Деви-махатмья» (прославление победы богини Дурги над демоном-асурой Махиша) и являются основным религиозным текстом для последователей традиции шактизма;
- в главах 108—133 описывается генеалогия пуранических династий[1].

Включает также учение о человеческих совершенствах (сиддхи; абхиджна) — сверхчеловеческих способностях, достигаемых благодаря духовным практикам.